# Імператор Індії
Титул Імператора/Імператриці Індії використовувався британськими монархами під час британського панування в Індії у 1876—1948 роках Після того, як Індія здобула незалежність від Великої Британії, протягом перехідного періоду британський монарх залишався також королем незалежних домініонів Індії і Пакистану.
Термін «Імператор Індії» також використовується для позначення індійських попередників британських монархів. Останнім імператором Імперії Великих Моголів став Бахадур Шах II (час правління 28 вересня 1837 — 14 вересня 1857).

## Список Імператорів/Імператриць
| І'мя                            | Портрет | Роки правління | Примітки                                                                                          |
| ------------------------------- | ------- | -------------- | ------------------------------------------------------------------------------------------------- |
| Вікторія (англ. Victoria)       |         | 1876-1901      | Онучка Георга III.                                                                                |
| Едуард VII (англ. Edward VII)   |         | 1901-1910      | Син Вікторії, імператор Індії, король домініонів і колоній.                                       |
| Георг V (англ. George V)        |         | 1910-1936      | Син Едуарда VII, імператор Індії, король Королівств Співдружності та колоній.                     |
| Едуард VIII (англ. Edward VIII) |         | 1936           | Син Георга V, імператор Індії, король Королівств Співдружності та колоній. Відрікся від престолу. |
| Георг VI (англ. George VI)      |         | 1936-1948      | Син Георга V, імператор Індії (до 1948 р.), король Королівств Співдружності та колоній.           |